# Auetal
Auetal è un comune di 6.317 abitanti della Bassa Sassonia, in Germania.
Appartiene al circondario (Landkreis) di Schaumburg (targa SHG).
Il comune di Auetal fu creato il 1º marzo 1974 dall'unione dei dissolti comuni di Hattendorf (con le frazioni di Antendorf, Escher e Raden), Rehren (con le frazioni di Borstel, Kathrinhagen, Poggenhagen, Rannenberg e Westerwald), Rolfshagen (con la frazione di Bernsen) e Schoholtensen (con le frazioni di Altenhagen, Klein Holtensen e Wiersen).